# Гуцуляк Олексій Іванович
Гуцуляк Олексій Іванович (нар. 22 вересня 1979, місто Коломия, Івано-Франківська область) — адвокат, громадський діяч, триразовий рекордсмен України та рекордсмен книги рекордів Гіннеса.

## Освіта
У 1986—1996 роках навчався у коломийській СШ № 1 імені В. Стефаника. 2002 року закінчив Київський національний торговельно-економічний університет за спеціальністю «Правознавство» та здобув кваліфікацію юриста.
2013 року книга рекордів Гіннеса офіційно підтвердила досягнення Олексія Гуцуляка, який встановив рекорд за найдовше перебування у світі без одягу під снігом.